# Shinichi Kawano
Shinichi Kawano (河野 真一 Kawano Shinichi?,  nacido el 5 de noviembre de 1969 en Miyazaki) es un exfutbolista japonés. Jugaba de delantero y su último club fue el Vissel Kobe de Japón.

## Trayectoria

### Clubes
| Club        | País      | Año         |
| ----------- | --------- | ----------- |
| Urawa Reds  | Japón     | 1992 - 1995 |
| Argentino   | Argentina | 1992        |
| Vissel Kobe | Japón     | 1996 - 1997 |